# Kaple svatého Jana Nepomuckého (Chotiměř)
Kaple svatého Jana Nepomuckého v Chotiměři je drobná sakrální stavba. Duchovní správou spadá pod Římskokatolickou farnost Velemín.

## Popis
Jedná se o obdélnou barokní stavbu, která je polygonálně ukončená. V průčelí se nachází polokruhový vstup a trojúhelníkový štít s nikou, kříž a koule na podstavcích. Uvnitř má valenou klenbu. Do interiéru kaple patří barokní oltář z 18. století s Nejsvětější Trojicí a andílky v obláčcích. V nice je umístěna novější socha Panny Marie. Jsou zde i zlidovělé barokní sochy.

## Okolí kaple
V obci se nachází ještě barokní trojboká výklenková kaple z 18. století. Má zaoblená nároží a pilastry, které nesou kladí. Tato kaple je ukončena vzdutou stříškou.